# Eef Kamerbeek
Evert (Eef) Kamerbeek (Eindhoven, 17 maart 1934 - aldaar, 26 augustus 2008) was een Nederlandse atleet. Hij is bekend geworden als succesvol tienkamper. Op dit onderdeel werd hij elfmaal Nederlands kampioen; daarnaast blonk hij uit op de werpnummers en het hordelopen. Hij nam tweemaal deel aan de Olympische Spelen.

## Biografie

### Atletiek met paplepel ingegoten
Zijn vader Henk was voorzitter van de atletiek-tak van PSV. Net als zijn broer en zus ging Kamerbeek al op jonge leeftijd aan atletiek doen. Hij werd in 1952 Nederlands jeugdkampioen bij het discuswerpen. In 1953 werd hij jeugdkampioen op het discuswerpen, kogelstoten, speerwerpen en de 110 m horden.

### Leren lopen in dienst
Hierna moest Kamerbeek zijn militaire dienstplicht vervullen. Hierover zegt hij: "Tijdens mijn diensttijd heb ik pas echt leren lopen. Als junior had ik de 100 m nog nooit onder de 12 seconden gelopen." In 1954 en 1955 werd hij militair kampioen op de 110 m horden en het speerwerpen.
Op twintigjarige leeftijd werd Kamerbeek in 1954 Nederlands kampioen op de tienkamp, de 110 m horden en het speerwerpen. In totaal won hij in een periode van vijftien jaar 30 nationale kampioenschappen, waarvan 22 bij de senioren, en vestigde hij 23 Nederlandse records.

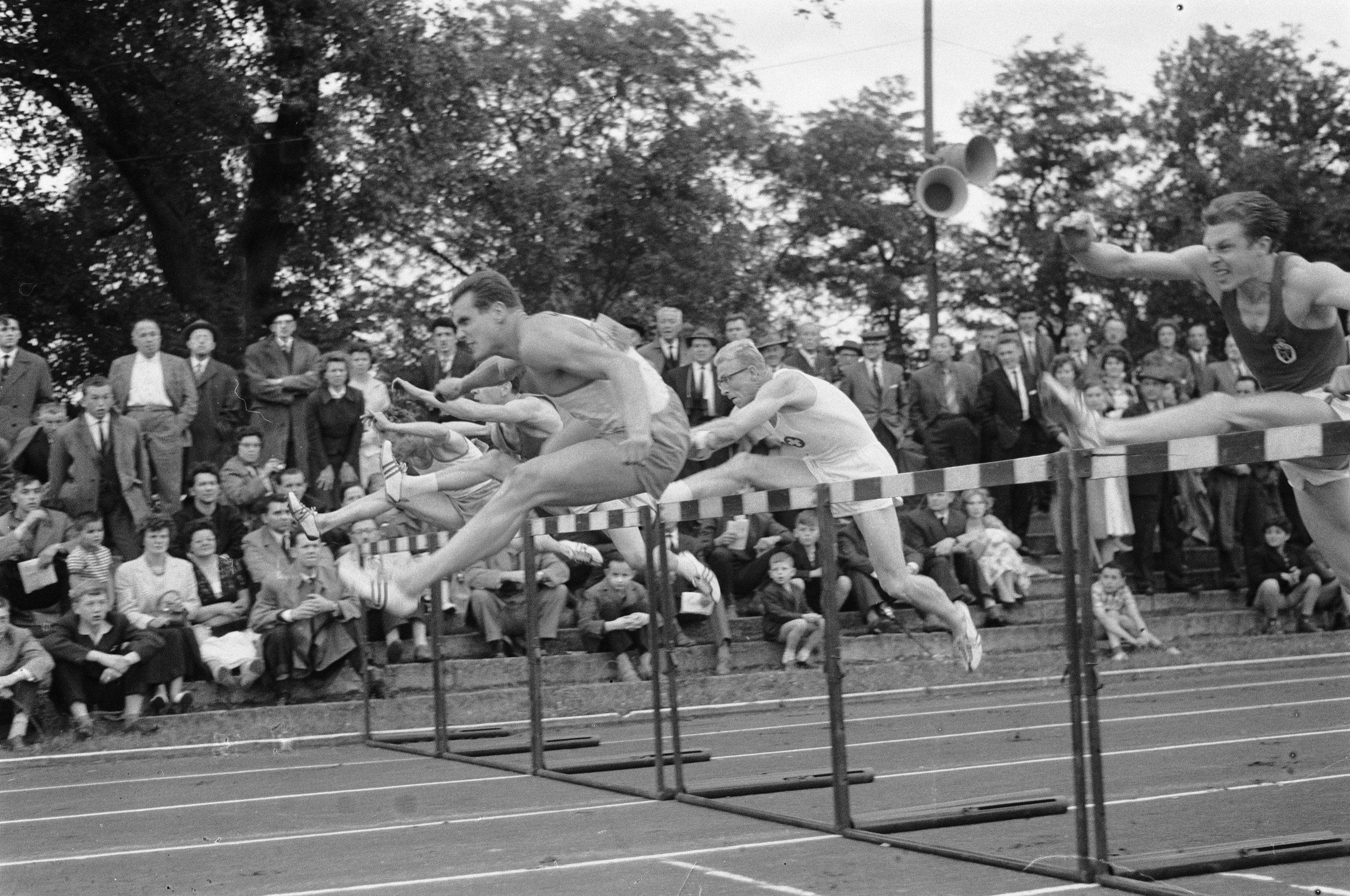
Eef Kamerbeek op kop tijdens de landenontmoeting België-Nederland-Zwitserland 1960 in Luik.

### Verbolgen over olympische boycot
In 1956 had Eef Kamerbeek zich gekwalificeerd voor de Olympische Spelen van Melbourne, maar moest hij onverrichter zake terugkeren toen de Nederlandse ploeg werd teruggetrokken na de invasie van de Sovjet-Unie in Hongarije. De Nederlandse delegatie kreeg deze beslissing van het NOC via een telegram aan de ontbijttafel te horen. Het sloeg in als een bom. Kamerbeek zei hierover later: "Ik vond het verschrikkelijk. Ik was tweeëntwintig jaar en op mijn eerste Spelen. In de atletiek had je toen nog geen WK's en het EK was eens in de vier jaar." Kamerbeek poogde nog wel langer te blijven, om althans als toeschouwer iets mee te krijgen van de olympische wedstrijden. Maar hij werd zwaar onder druk gezet om toch terug te vliegen. Hij kreeg een telegram gestuurd waarin stond dat zijn moeder ziek was. Dus ook Kamerbeek ging. Eenmaal thuis bleek zijn moeder helemaal niet ziek te zijn, "alleen bezorgd."

### Revanche
In 1960 kreeg Kamerbeek zijn internationale revanche: op de Olympische Spelen van Rome werd hij op de tienkamp vijfde. Dat jaar werd hij gekozen tot Sportman van het jaar. Vier jaar later in Tokyo moest hij geblesseerd afhaken.
Na zijn actieve sportcarrière werd Kamerbeek onder andere trainer en Sponsor Coördinator bij Philips. In 1968 trad hij in de voetsporen van zijn vader als voorzitter van PSV Atletiek. In 2000 was hij betrokken bij de organisatie van het Europees Kampioenschap Voetbal.

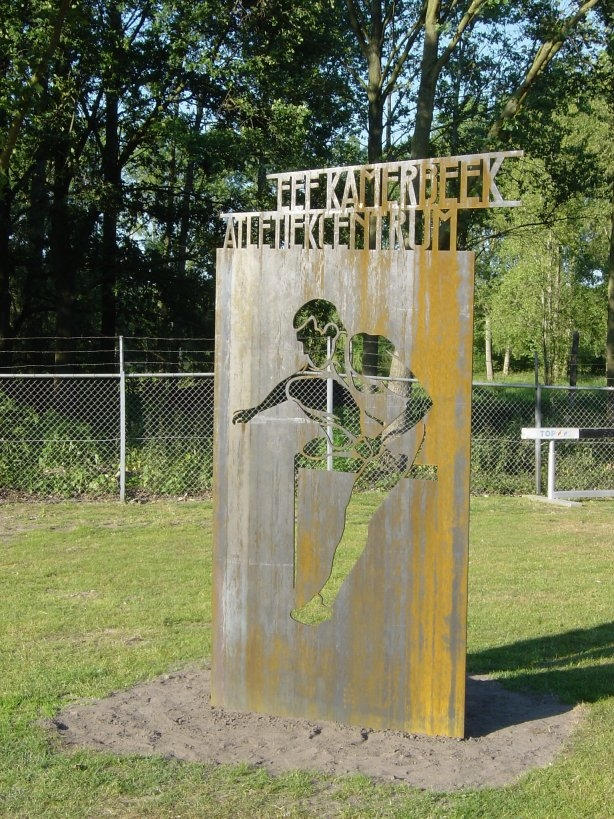
Beeltenis van Eef Kamerbeek op de naar hem vernoemde atletiekaccommodatie in Eindhoven.

## Trivia
- Op 28 december 1962 huwde Eef Kamerbeek te Maastricht met Karin van der Wall.[5]
- Op 27 mei 2011 werd in Eindhoven het sportpark De Hondsheuvels na een grondige renovatie heropend. Ter gelegenheid hiervan werd dit multifunctionele sportcomplex omgedoopt tot Eef Kamerbeek Atletiekcentrum. Tevens werd een beeltenis van Eef Kamerbeek onthuld, die de accommodatie voortaan zal opsieren.[6]

- Op 15 oktober 2011 werd in de nieuwe woonwijk 'Sportheldenbuurt' op het Zeeburgereiland in Amsterdam-Oost een straat naar hem vernoemd: de 'Eef Kamerbeekstraat'.[7]

## Kampioenschappen

### Internationale kampioenschappen
| Onderdeel | Titel             | Jaar |
| --------- | ----------------- | ---- |
| tienkamp  | Roemeens kampioen | 1963 |

### Nederlandse kampioenschappen
| Onderdeel    | Jaar                                                             |
| ------------ | ---------------------------------------------------------------- |
| 110 m horden | 1958, 1959, 1960, 1961, 1962, 1963, 1964                         |
| 200 m horden | 1961, 1962                                                       |
| discuswerpen | 1967                                                             |
| speerwerpen  | 1962                                                             |
| tienkamp     | 1954, 1955, 1956, 1957, 1958, 1959, 1960, 1961, 1962, 1963, 1964 |

## Persoonlijke records
| Onderdeel               | Prestatie | Datum             | Plaats           |
| ----------------------- | --------- | ----------------- | ---------------- |
| 110 m horden            | 14,2 s    | 27 juli 1963      | Innsbruck        |
| 400 m horden            | 54,0 s    | 15 september 1963 | Luxemburg        |
| verspringen             | 7,21 m    | 5 september 1960  | Rome             |
| polsstokhoogspringen    | 4,00 m    | 25 augustus 1963  | Eindhoven        |
| kogelstoten             | 14,83 m   | 30 mei 1963       | 's-Hertogenbosch |
| discuswerpen            | 50,27 m   | 15 juli 1967      | Klagenfurt       |
| kogelslingeren          | 51,90 m   | 1970              | Eindhoven        |
| speerwerpen (oud model) | 66,54 m   | 2 september 1962  | Bergen op Zoom   |
| tienkamp                | 7500 p    | 14 september 1962 | Belgrado         |

## Onderscheidingen
- KNAU-jeugdatleet van het jaar (Albert Spree-Beker) - 1953[8]
- Nederlands sportman van het jaar - 1960
- KNAU-atleet van het jaar - 1959, 1960
- Ridder in de Orde van Oranje-Nassau - 1962
- Unie-erekruis in goud van de KNAU - 1965